# GJ 1151
GJ 1151 is een rode dwerg met een spectraalklasse van M7. De ster bevindt zich 26,23 lichtjaar van de zon.

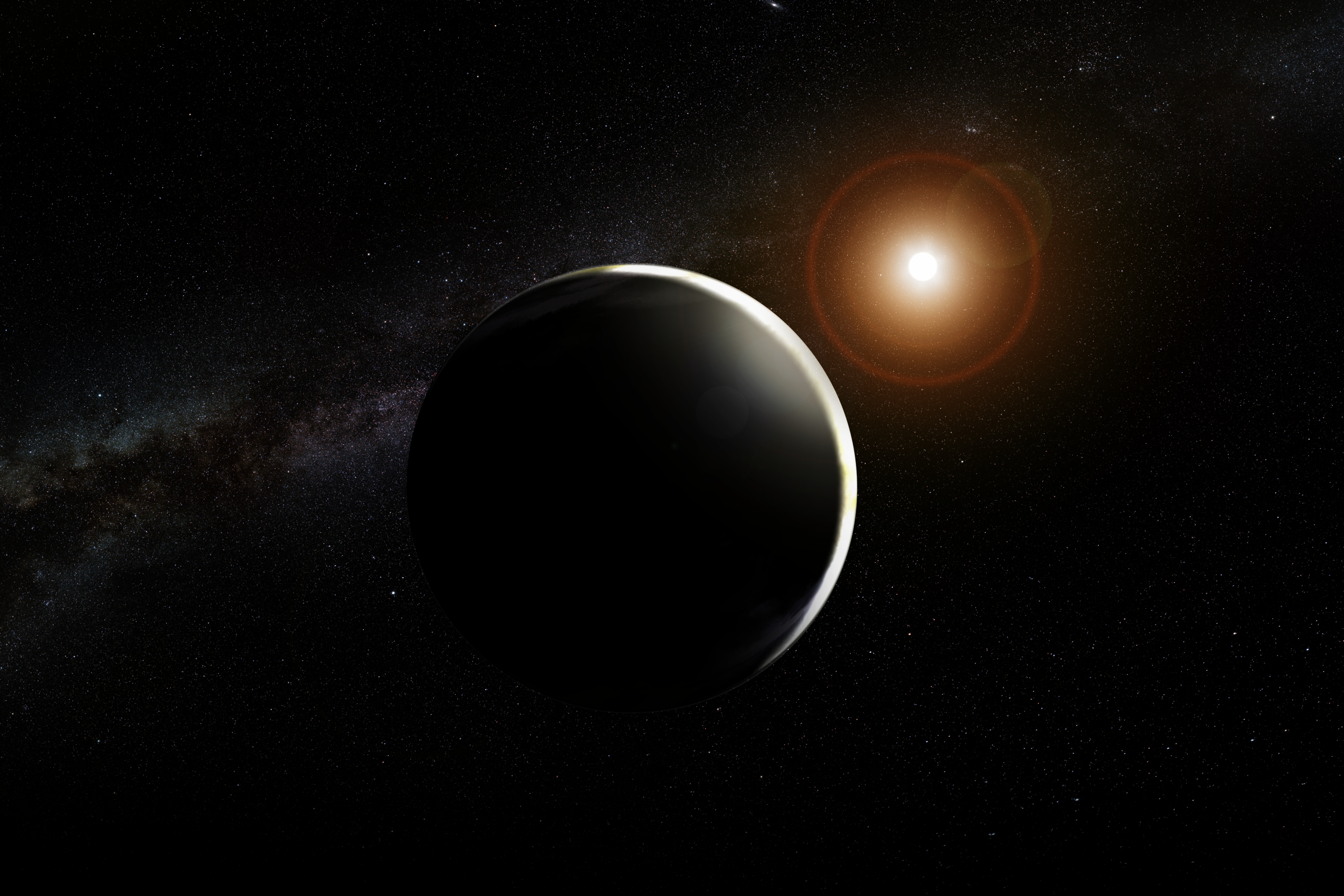
GJ 1151 + GJ 1151 b

In 2020 werd vermoed dat rond deze ster een aarde-achtige planeet cirkelt. Deze potentiële planeet werd met LOFAR gedetecteerd, door magnetische interactie tussen deze ster en de vermoede planeet. Het bestaan van deze planeet is nog niet bevestigd.